# Lysibia truncata
Lysibia truncata là một loài tò vò trong họ Ichneumonidae.